# Krzywopłoty (Karlino)
Krzywopłoty (deutsch Stadtholzkaten) ist ein Wohnplatz bei der Stadt Karlino (Körlin) in der  polnischen Woiwodschaft Westpommern. 

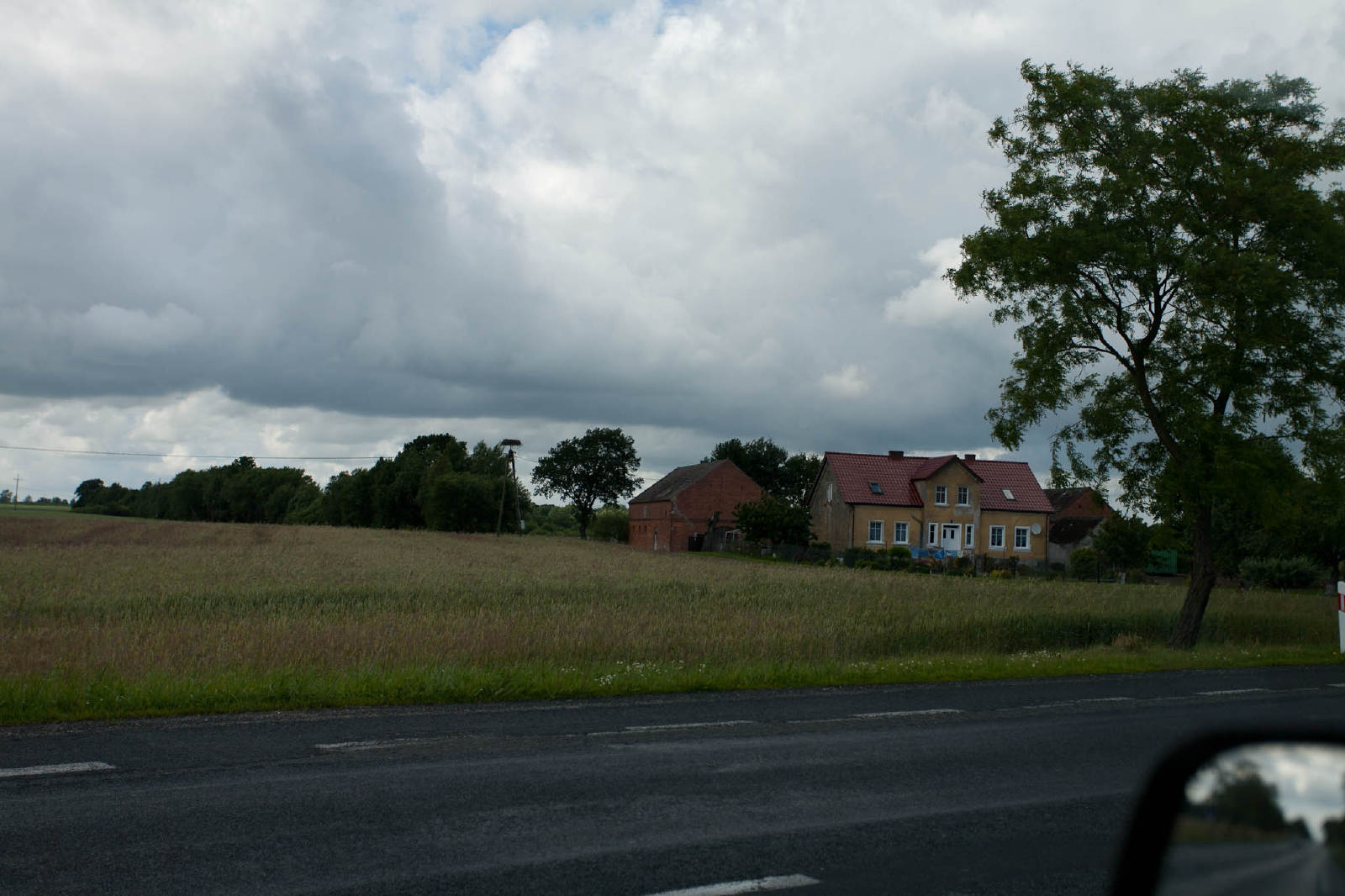
Ortsbild mit Storchennest (2014)

Der Wohnplatz liegt in Hinterpommern, etwa vier Kilometer nordöstlich von Karlino an der von Südwest nach Nordost verlaufenden Staatsstraße 6, die hier der ehemaligen Reichsstraße 2 entspricht. Parallel hinter der Staatsstraße verläuft der Fluss Radüe. 
Der Wohnplatz bestand bis 1945 aus einem Gehöft, das in der Körliner Stadtfeldmark lag. Bis 1945 gehörte Stadtholzkaten zur Stadt Körlin und mit dieser zum Landkreis Kolberg-Körlin in der preußischen Provinz Pommern.
- 1816: 08 Einwohner[2]
- 1871: 06 Einwohner[2]
- 1885: 11 Einwohner[2]
- 1895: 08 Einwohner[2]
- 1905: 08 Einwohner[2]

1945 kam der Ort, wie ganz Hinterpommern, an Polen. Stadtholzkaten erhielt den polnischen Namen „Krzywopłoty“.
Heute gehört der Ort zur Gmina Karlino (Stadt- und Landgemeinde Körlin) und dort zum Schulzenamt Karlinko (Vorwerk Körlin).